# Evropské setkání mládeže
Evropské setkání mládeže (ve zkratce EYE z European Youth Eevent) je mezinárodní událost, kterou od roku 2014 pořádá a hostí jednou za dva roky Evropský Parlament. Cílem je podpora aktivního občanství mezi mladými Evropany.
Na EYE se v sídle Evropského parlamentu ve Štrasburku a online setkávají tisíce mladých lidí z celé Evropské unie a dalších zemí, aby sdíleli a utvářeli své představy o budoucnosti Evropy.
Během události se mohou účastníci zapojit do aktivit, které byly spoluutvářeny institucemi, mezinárodními organizacemi, občanskou společností, mládežnickými organizacemi a samotnými účastníky. Tyto aktivity nabízejí prostor pro diskuzi i networking. Poslední ročník se konal 9. - 10. října 2021 spolu s návaznými aktivity pořádanými v následujících měsících.
Pátý ročník EYE2023 se bude konat 9.–10. června 2023.
EYE také celoročně nabízí online aktivity, které nabízí příležitost širší společenské diskuze o nejdůležitějších tématech, kterým v dnešních dnech Evropa čelí.

## Cíle EYE
EYE nabízí příležitost pro mladé lidi ve věku 16 až 30 let interagovat a sdílet své názory s experty, aktivisty, influencery a lidmi s rozhodovacími pravomocemi.

## Zpráva o akci EYE
Po skončení akce jsou náměty mladých lidí formulovány písemně ve zprávě o akci EYE, která bude rozeslána všem poslancům Evropského parlamentu.
S cílem shromáždit a zdůraznit nápady a návrhy účastníků sepsal tým mladých novinářů – koordinovaný European Youth Press a s politickým komentářem od Evropského fóra mládeže – tyto zprávy v letech 2014, 2016 a 2018.
V roce 2021 Evropský parlament nasbíral přes 1 500 nápadů a návrhů od mladých občanů na webové stránce youthideas.eu. Nejlepší nápady, které vybral redakční tým EYE po konzultacích s mladými lidmi, byly přeneseny do EYE2021 a dále rozvíjeny účastníky během brainstormingů. Z nich poté bylo vybráno 20 nápadů a všichni účastníci EYE, na místě i online, hlasovali pro 5 nejlepších. Ty byly prezentovány na závěrečném zasedání EYE. Zpráva byla představena návštěvníkům Konference o budoucnosti Evropy a členům Evropského parlamentu, aby posloužila jako inspirace pro politickou debatu a budoucí politické návrhy.

## Slyšení k EYE
Někteří účastníci mají příležitost nejlepší náměty dále rozvíjet a prezentovat je přímo poslancům během slyšení k EYE.
Během slyšení poslanci účastníkům poskytují zpětnou vazbu k tomu, které myšlenky chtějí podpořit, plánují v budoucnu realizovat nebo se kterými nesouhlasí.

## Yo!Fest
Během prvních tří ročníků EYE pořádalo Evropské fórum mládeže vedle hlavní akce i Yo!Fest. Obsah Yo!Festu navrhly a připravily mládežnické organizace a skupiny mládeže z celé Evropy.

## Udržitelnost a přístupnost
Evropské setkání mládeže ctí zásady rovnosti, inkluzivnosti, udržitelnosti a přístupnosti pro všechny. Snaží se vyjít vstříc účastníkům a zajistit, aby byla celá akce udržitelná a šetrná k životnímu prostředí. V roce 2021 získala certifikaci podle normy ISO 20121 pro udržitelné řízení akcí.

## Ročníky

### EYE2014: Nápady pro lepší Evropu
Prvního ročníku Evropského setkání mládeže 2014 (#EYE2014) se ve dnech 9. – 11. května 2014 v prostorách Evropského parlamentu ve Štrasburku zúčastnilo 5 000 mladých Evropanů, 400 řečníků a mnoho partnerů a mládežnických sdružení, aby se podělili o své nápady a myšlenky na množství témat souvisejících s mládeží.
Mezi pět hlavních témat EYE2014 patřila nezaměstnanost mladých lidí, digitální revoluce, udržitelnost, evropské hodnoty a budoucnost Evropské unie.

### EYE2016: Společně to můžeme změnit
Druhý ročník (#EYE2016), který se konal ve dnech 20.– 21. května 2016, byl pro mladé Evropany možností vyjádřit své názory na mnoho otázek, a nabídl politické debaty a workshopy s lidmi, kteří činí rozhodnutí.
Tento ročník přivítal 7500 mladých lidí z celé Evropy, kteří diskutovali o tématech od vesmíru a inovací po změnu klimatu, migraci a demokracii.
Pět hlavních témat EYE2016 bylo: Válka a mí: Perspektivy pro mír na planetě; Apatie nebo participace: Agenda pro pulzující demokracii; Vyloučení nebo přístupnost: Zásah proti nezaměstnanosti mládeže; Stagnace nebo inovace: Svět práce zítřka a Kolaps nebo úspěch: Nové cesty pro udržitelnou Evropu.

### EYE2018: Z jiskry plamenem
Třetí ročník (#EYE2018) se konal ve dnech 1.– 2. června 2018.
Na EYE2018 se 8000 mladých Evropanů zapojilo do různých aktivit, které se točily kolem pěti hlavních témat akce:
Bohatí a chudí – volání po spravedlivém podílu, V bezpečí a v nebezpečí – přežít v nejisté době, Sami a spolu – udělat něco pro silnější Evropu, Mladí a staří – držet krok s digitální revolucí, Lokální a globální – chránit naši planetu.
Mladí Evropané také měli příležitost zapojit se online sdílením svých představy o budoucnosti Evropy prostřednictvím webové stránky European Youth Ideas.

### EYE2020: online
Evropský parlament rozhodl EYE2020, původně plánovaný na květen 2020, posunout z důvodů výjimečných opatření vydaných v souvislosti se šířením nemoci COVID-19. Jako náhradu uspořádal Evropský parlament speciální online edici této akce.
První série EYE Online událostí se konala od začátku dubna do konce května 2020 a nabídla řadu aktivit zaměřených na témata jako duševní zdraví, budoucnost a vzdělávání, stravování zítřka, obnova vyloučených lokalit, fake news, pomalé nakupování, budoucnost práce, masové sledování a očkování.
Během tohoto časového období bylo vysíláno více než 60 aktivit. Mezi řečníky byli Christine Lagarde, David Maria Sassoli a mnoho poslanců Evropského parlamentu.
Na základě úspěchu těchto virtuálních akcí bylo rozhodnuto, že EYE Online bude pokračovat na pravidelné bázi po celý rok 2021 i později.

### EYE2021: Budoucnost máte ve svých rukou
Čtvrtý ročník (EYE2021) se konal 8. až 9. října 2021 a přivedl do Evropského parlamentu ve Štrasburku k diskuzi 2000 nápadů na formování budoucnosti Evropy 5000 mladých lidí a dalších 5000 se zúčastnilo online.
EYE2021 byl vyvrcholením konzultačního procesu Evropského parlamentu s mládeží za účelem Konference o budoucnosti Evropy. Od května 2021 byly ve spolupráci s panevropskými mládežnickými organizacemi shromažďovány nápady mladých lidí o budoucnosti Evropy na webových stránkách youthideas.eu.
20 nejlepších nápadů z EYE2021 bylo odprezentováno členům konference a zapojeno do politické debaty v Evropském parlamentu.